# 堀越古墳
堀越古墳（ほりこしこふん）は、群馬県前橋市堀越町にある古墳。形状は円墳。群馬県指定史跡に指定されている。

## 概要
群馬県中部、赤城山南麓の台地中腹の緩傾斜面（標高約150メートル）に山寄せで築造された古墳である。1869年（明治2年）に乱掘されているほか、1972年（昭和47年）に前庭部を中心に発掘調査が実施されている。
墳形は円形で、直径25メートルを測る。墳丘外表で埴輪は認められない。また墳丘南側には幅2.5メートルの周溝が巡らされるが、北側（高所側）には認められない。埋葬施設は両袖式の横穴式石室である。玄室・羨道・前庭部からなる石室で、截石切組積みによって構築される。石室内の副葬品として、明治2年の乱掘では小刀などが出土したというほか（所在不明）、前庭部の調査では左右の石組みの壁に接して土師器坏2（右壁）・須恵器坏蓋（左壁）が検出されている。
築造時期は、古墳時代終末期の7世紀後半（または7世紀末-8世紀初頭）頃と推定される。被葬者は明らかでないが、地名から山ノ上碑（高崎市山名町、国の特別史跡）に見える「大胡臣」との関連を指摘する説がある。
古墳域は1973年（昭和48年）に群馬県指定史跡に指定されている。

## 遺跡歴
- 1869年（明治2年）、乱掘、副葬品出土（現在は所在不明）[2]。
- 1938年（昭和13年）の『上毛古墳綜覧』に「大胡町第15号墳」として登載。
- 1955年（昭和30年）、調査[3]。
- 1972年（昭和47年）、発掘調査（大胡町教育委員会）[3][1]。
- 1973年（昭和48年）12月21日、群馬県指定史跡に指定。

## 埋葬施設

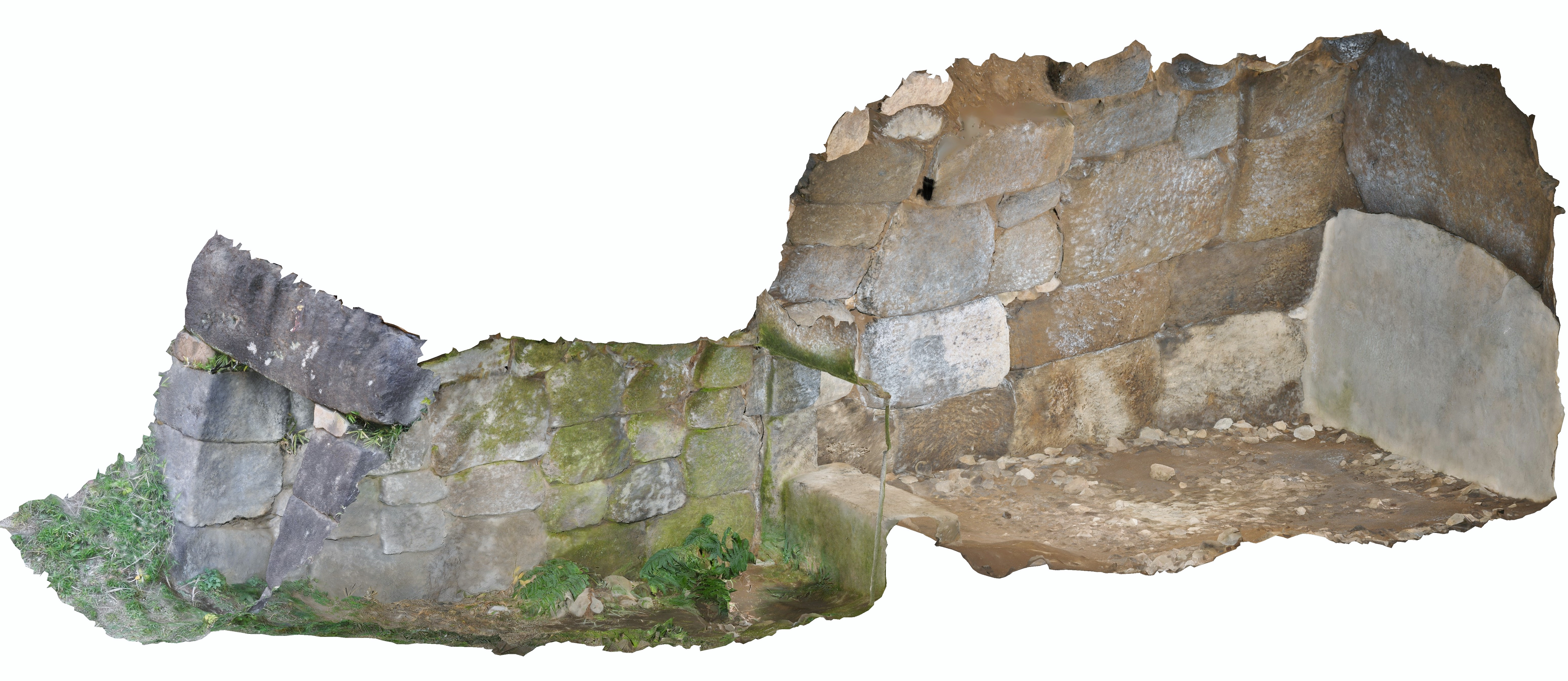
石室俯瞰図左から右に、羨道・玄室。

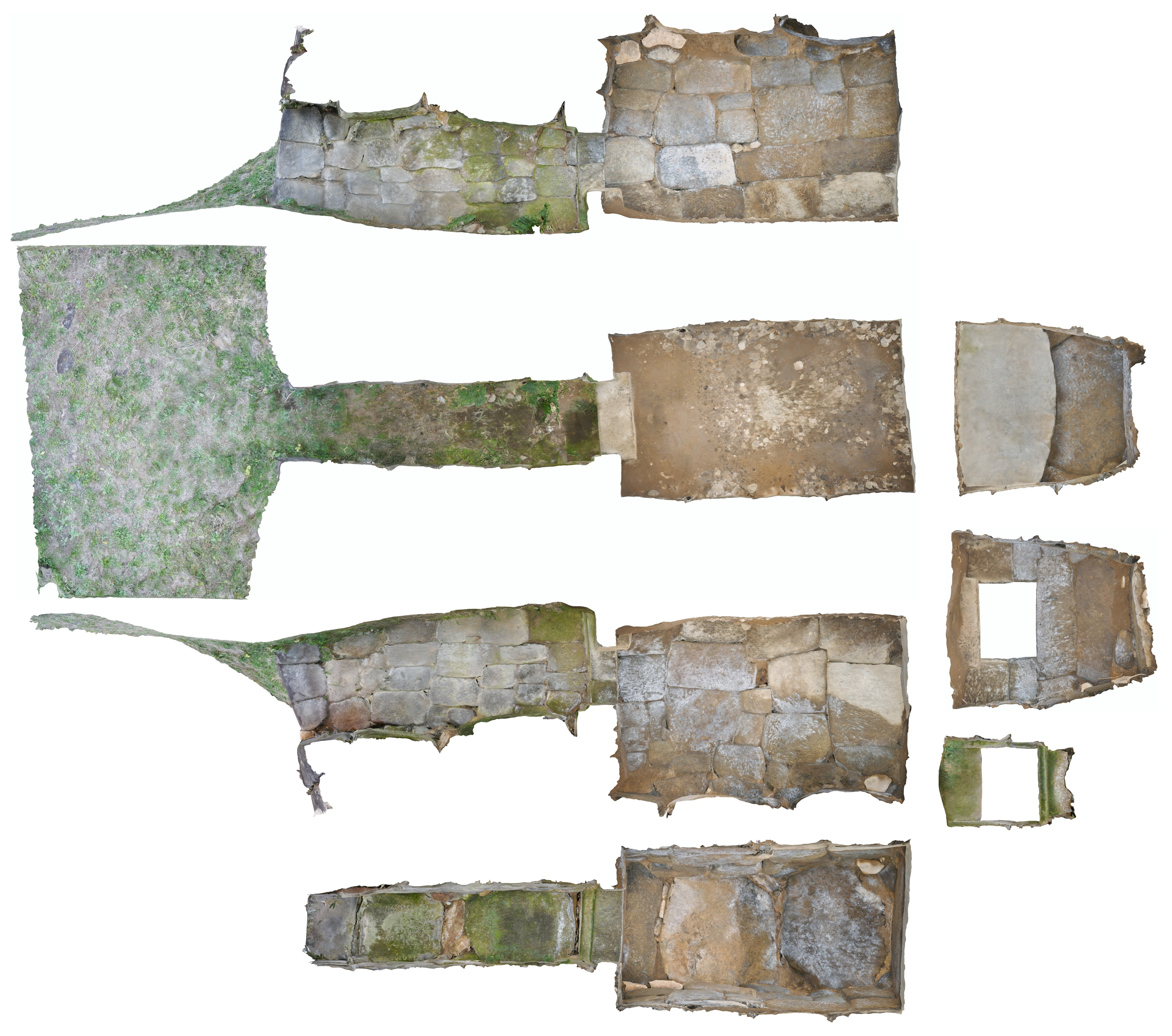
石室展開図

埋葬施設としては両袖式横穴式石室が構築されている。石室の規模は次の通り。
- 石室全長：6.93メートル
- 玄室：長さ3.20メートル、幅1.88メートル（奥壁）、高さ2.10メートル
- 羨道：長さ3.39メートル、幅0.82メートル（奥）
- 前庭部：長さ3.55メートル、幅5.60メートル（奥）・8.00メートル（前）

石室の石材は硬質の安山岩で、截石切組積みによって構築される。玄室と羨道の間は玄門によって区切られるが、この玄門には精巧な加工が認められる。
石室前面の前庭部は台形状で、奥・左右の三方を石組みで囲っており、前庭部内は前では土間状、奥では玉石敷の前後2区に分かれる。

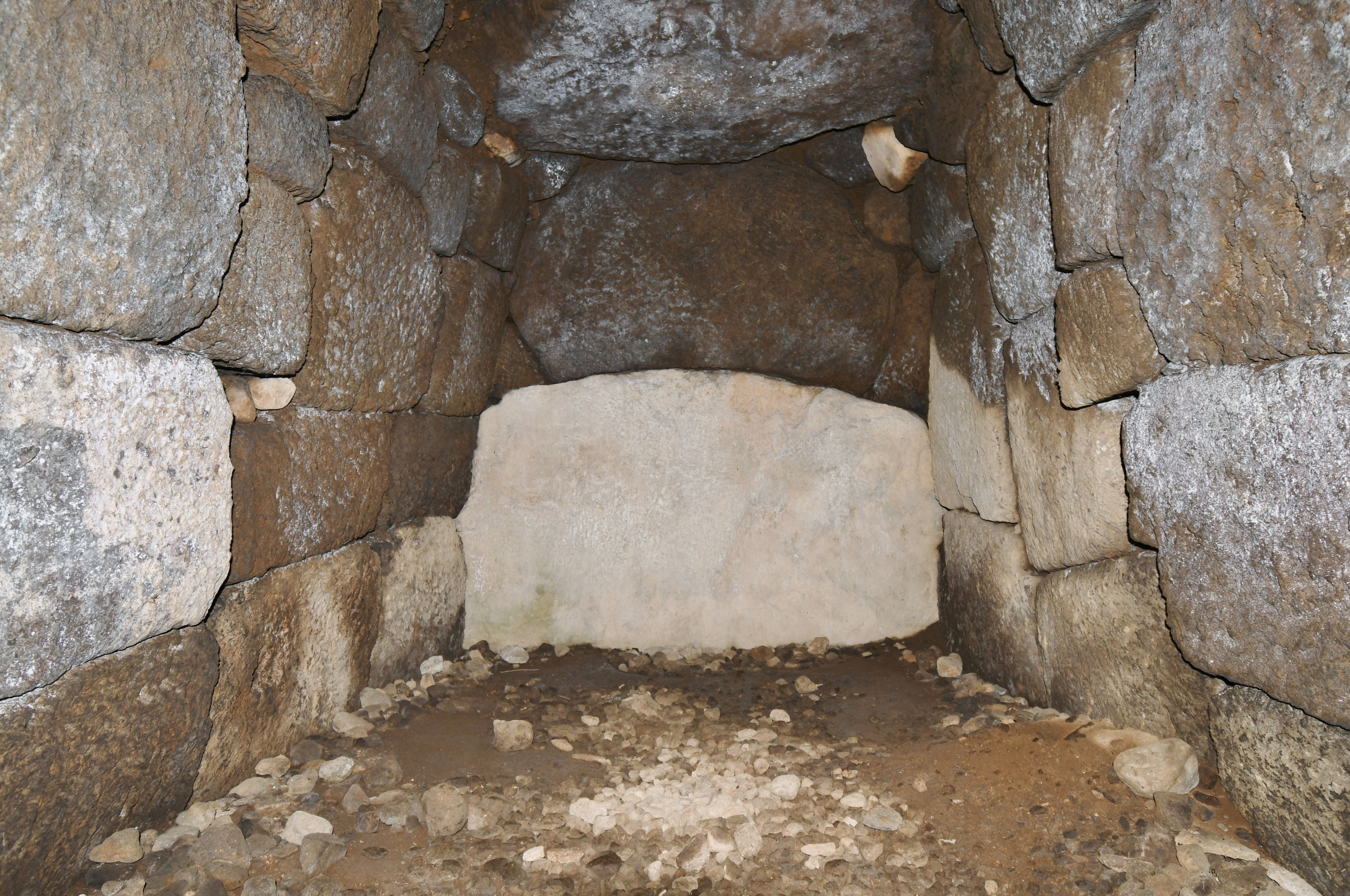
玄室（奥壁方向）
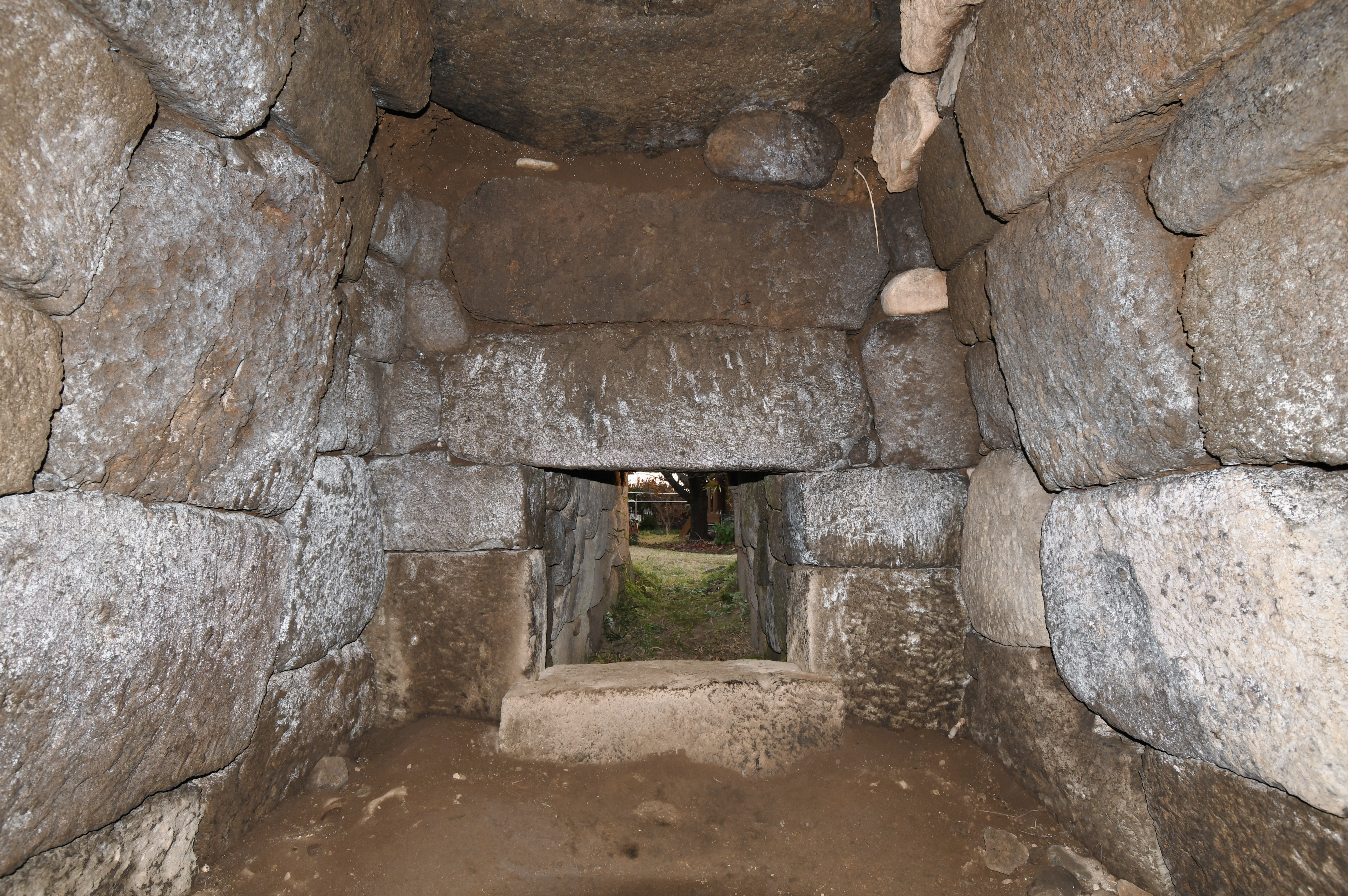
玄室（開口部方向）
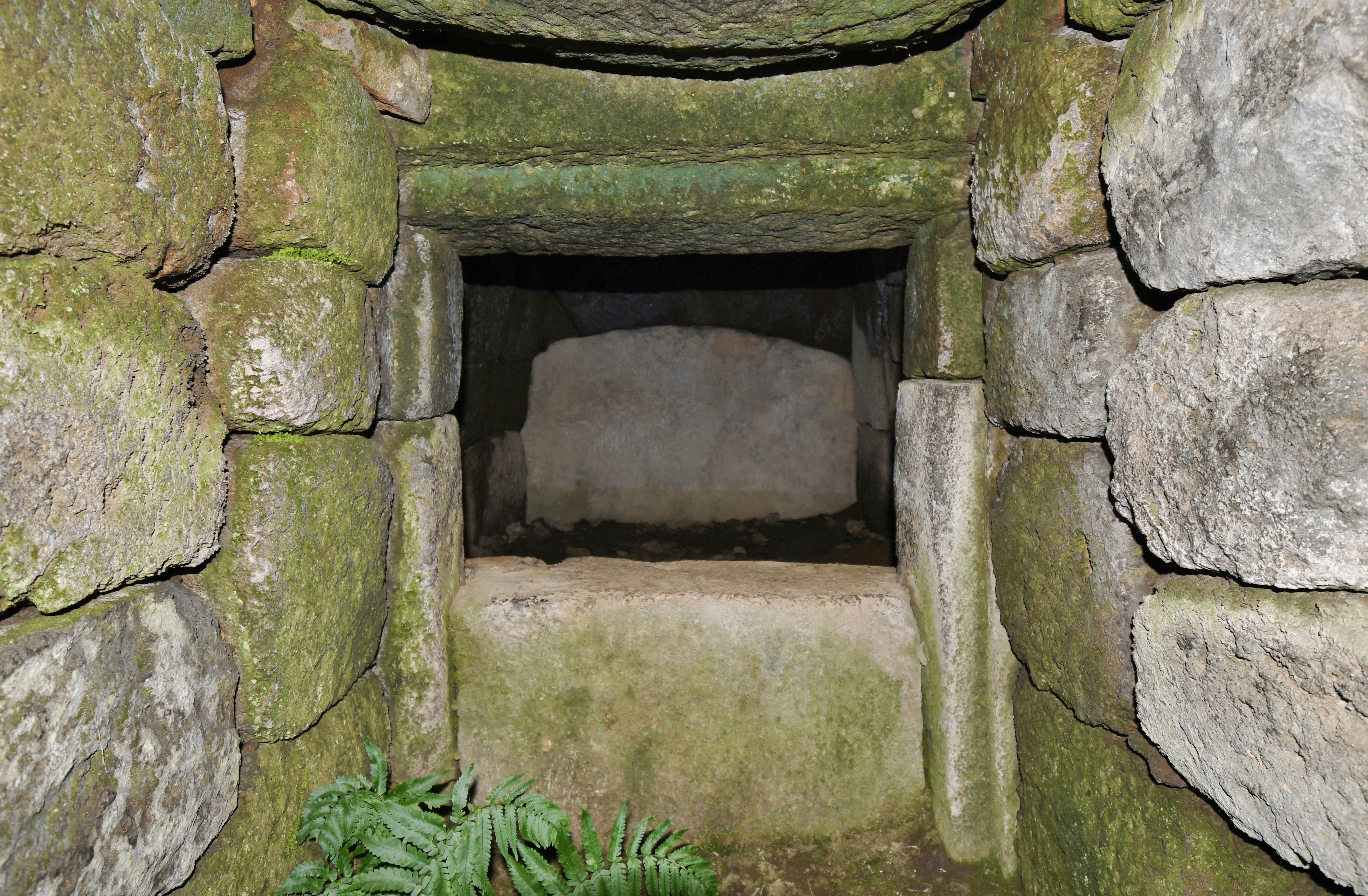
玄門（玄室方向）
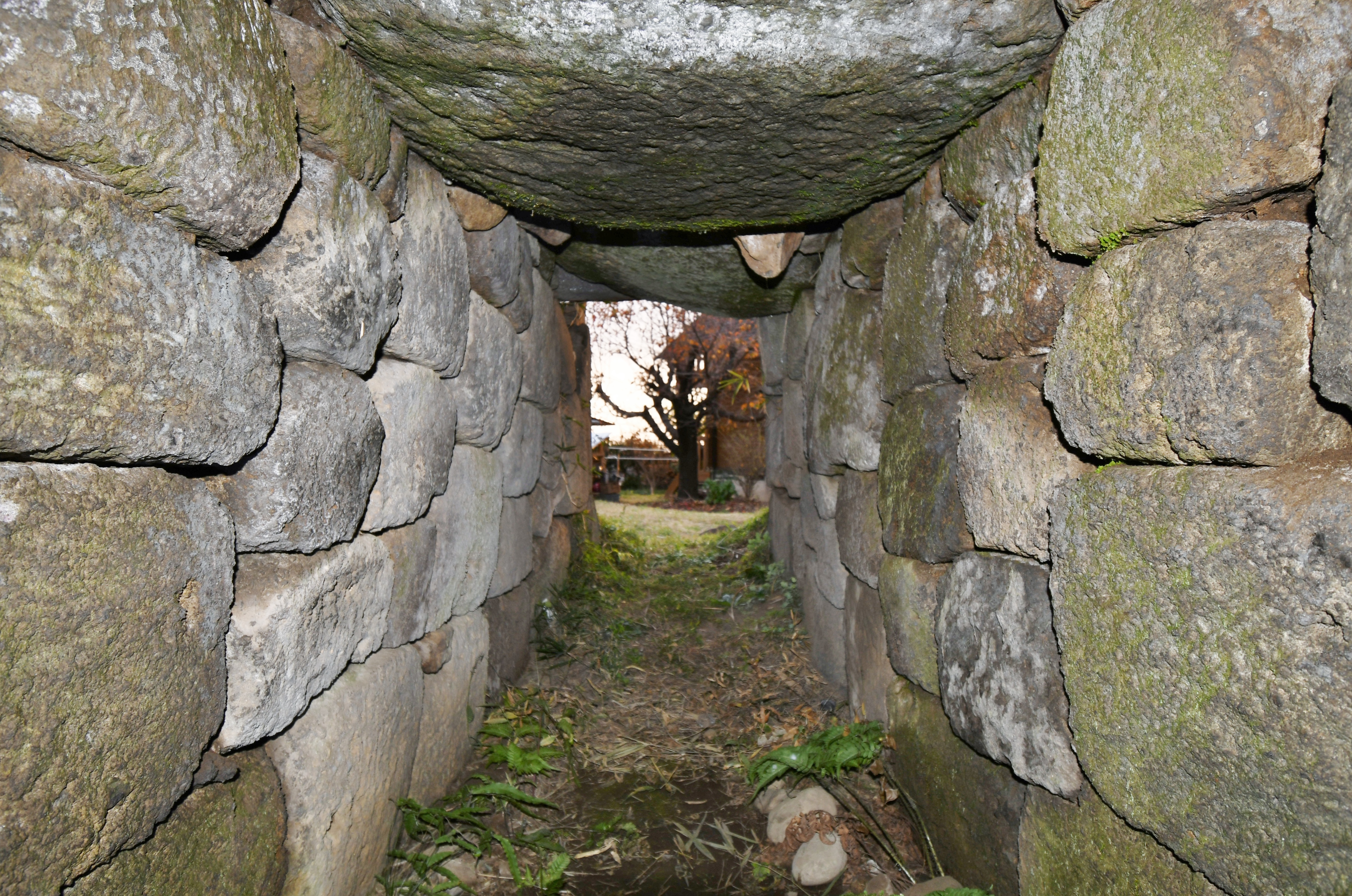
羨道（開口部方向）
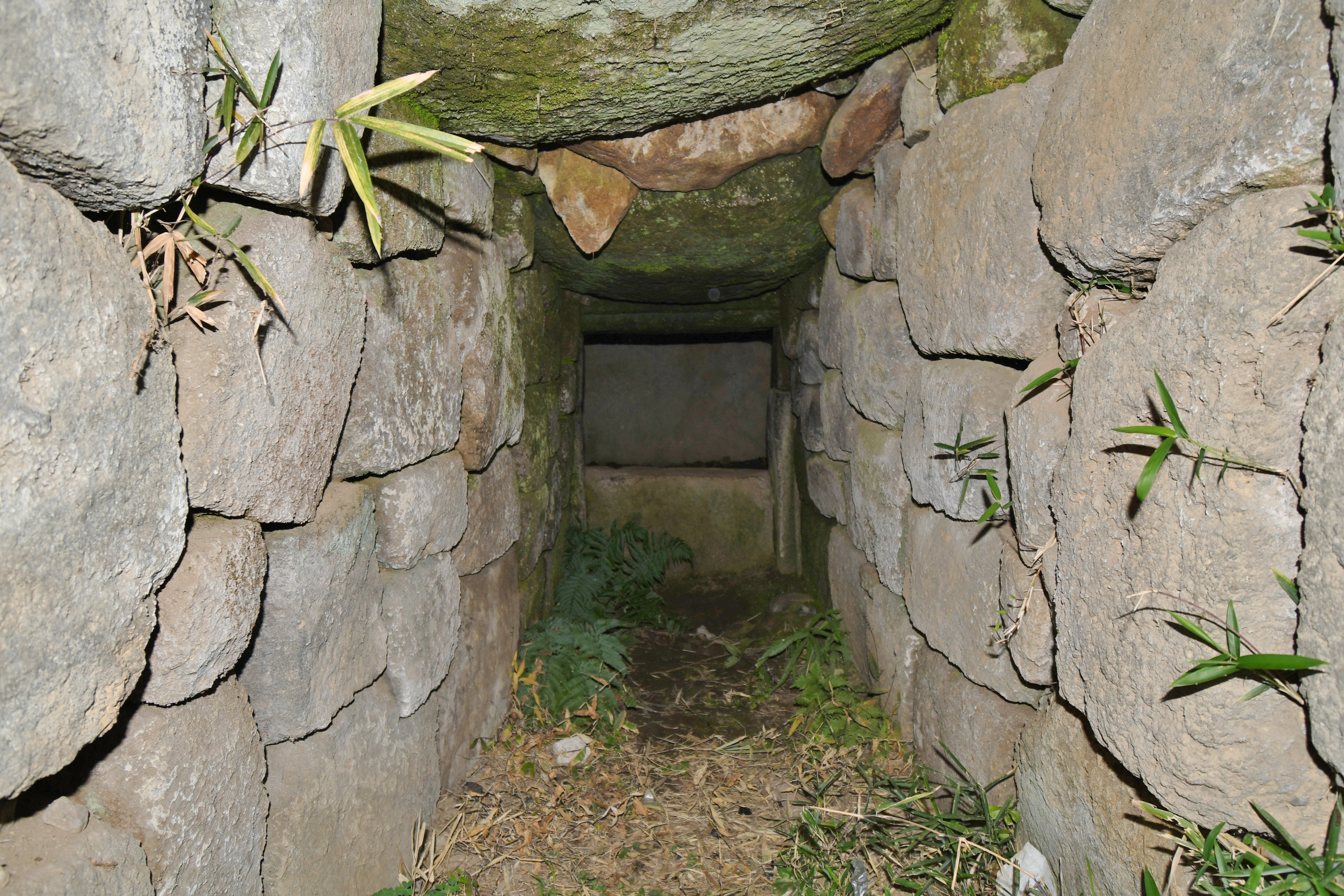
羨道（玄室方向）
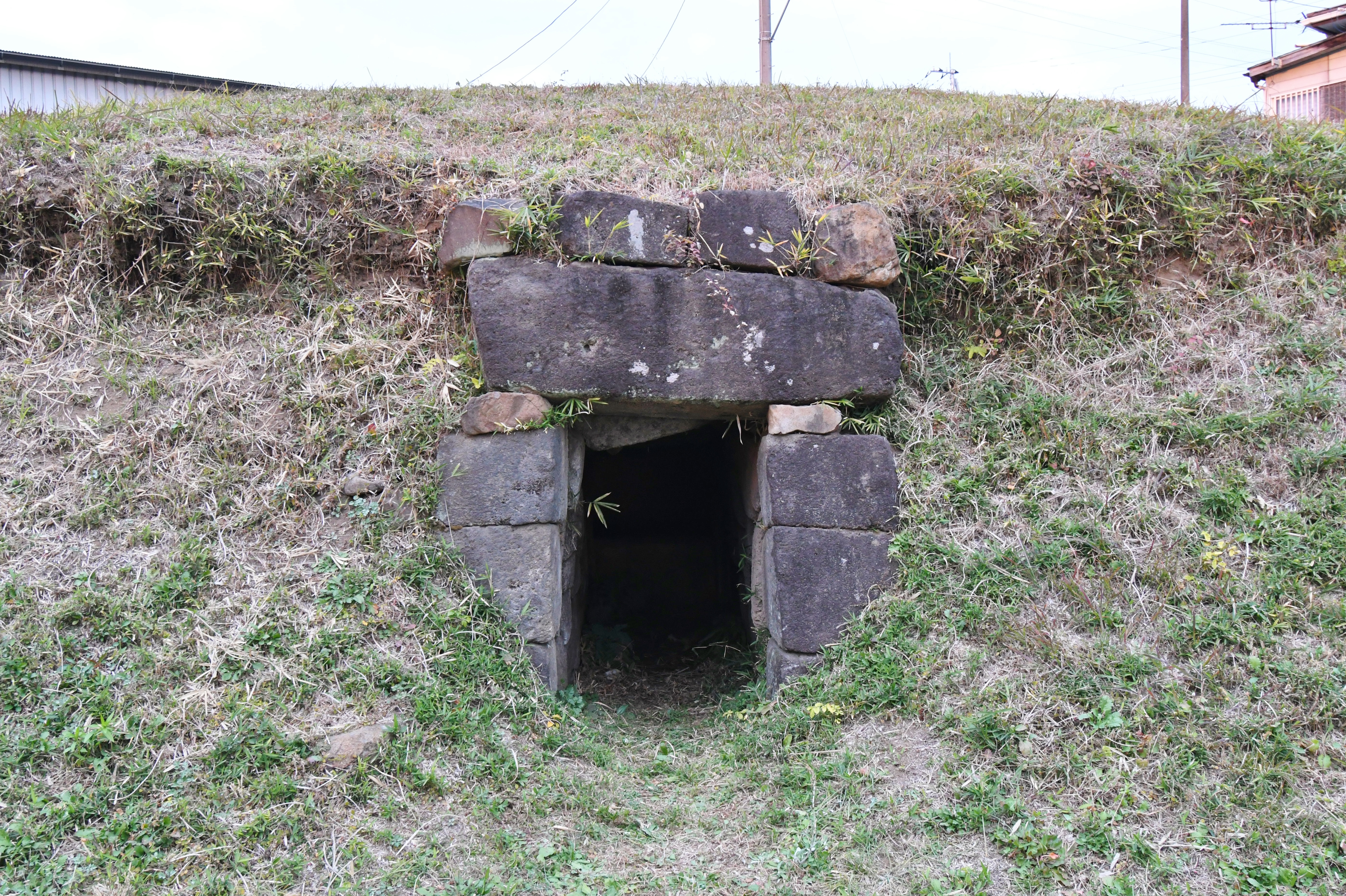
開口部

## 文化財

### 群馬県指定文化財
- 史跡
  - 堀越古墳 - 1973年（昭和48年）12月21日指定[4]。